# Hymne au Soleil
Pour les articles homonymes, voir Hymne au soleil (homonymie).
Hymne au Soleil est un groupe de musique français. Il est formé en 2003 par le saxophoniste Lionel Belmondo. Cette formation qui réunit des instrumentistes de formation classique et des musiciens de jazz, a été récompensée par plusieurs Victoires du jazz.

## Biographie
En 2003, le saxophoniste et arrangeur de jazz Lionel Belmondo décide d'enregistrer un album mêlant musique classique et jazz autour du répertoire français à la charnière des XIXe et XXe siècles. La formation réunissant 6 musiciens des formations classique et les musiciens du Belmondo Quintet enregistre alors des pièces de Lili Boulanger, Maurice Duruflé, Gabriel Fauré, Maurice Ravel, arrangées par Lionel Belmondo. Cet enregistrement, intitulé Hymne au soleil, distribué par B-Flat Recordings et Discograph, et dont le nom désignera par la suite la formation, sera récompensé aux Victoires du jazz en 2004 dans la catégorie meilleur album français, meilleur artiste, et prix du public.
En 2005, l'Hymne au Soleil est de nouveau réuni pour l'enregistrement d'un double album de Lionel et Stéphane Belmondo avec le souffleur Yusef Lateef. L'album s'articule entre œuvres méconnues du répertoire français sélectionnées par Lionel et compositions de Yusef Lateef, sur des arrangements de Lionel et de l'arrangeur Christophe Dal Sasso. L'album Influence recevra en 2006 le prix de meilleur album français aux Victoires du jazz.
En 2009, après une pause où il se consacre à d'autres projets, Lionel Belmondo qui souhaite poursuivre l'œuvre de décloisonnement du jazz et de la musique classique, réunit de nouveau l'Hymne au Soleil pour une résidence, lors de laquelle la formation enregistre un nouvel album, Clair obscur qui paraît en 2011, sur le label de Lionel Belmondo, B-Flat Recordings,,.

## Membres
- Lionel Belmondo — direction artistique, arrangements, saxophones ténor] et soprano, flûte
- Stéphane Belmondo — trompette, bugle (2003—2010)
- Julien Alour — trompette, bugle (depuis 2010)
- Philippe Gauthier — flûte
- Bernard Burgun — cor anglais
- Cécile Hardouin — basson
- Jérôme Voisin — clarinette, clarinette basse
- François Christin — cor
- Bastien Stil — tuba
- Sylvain Romano — contrebasse
- Laurent Fickelson — piano, Fender Rhodes
- Dré Pallemaerts — batterie, percussions

## Discographie
- 2003 : Belmondo — Hymne au soleil (B-Flat Recordings/Discograph
- 2005 : Belmondo et Yusef Lateef — Influence (B-Flat Recordings, Discograph)
- 2011 : Lionel Belmondo — Clair obscur (B-Flat Recordings, Discograph)